# Christ-König-Kirche (Ansbach)

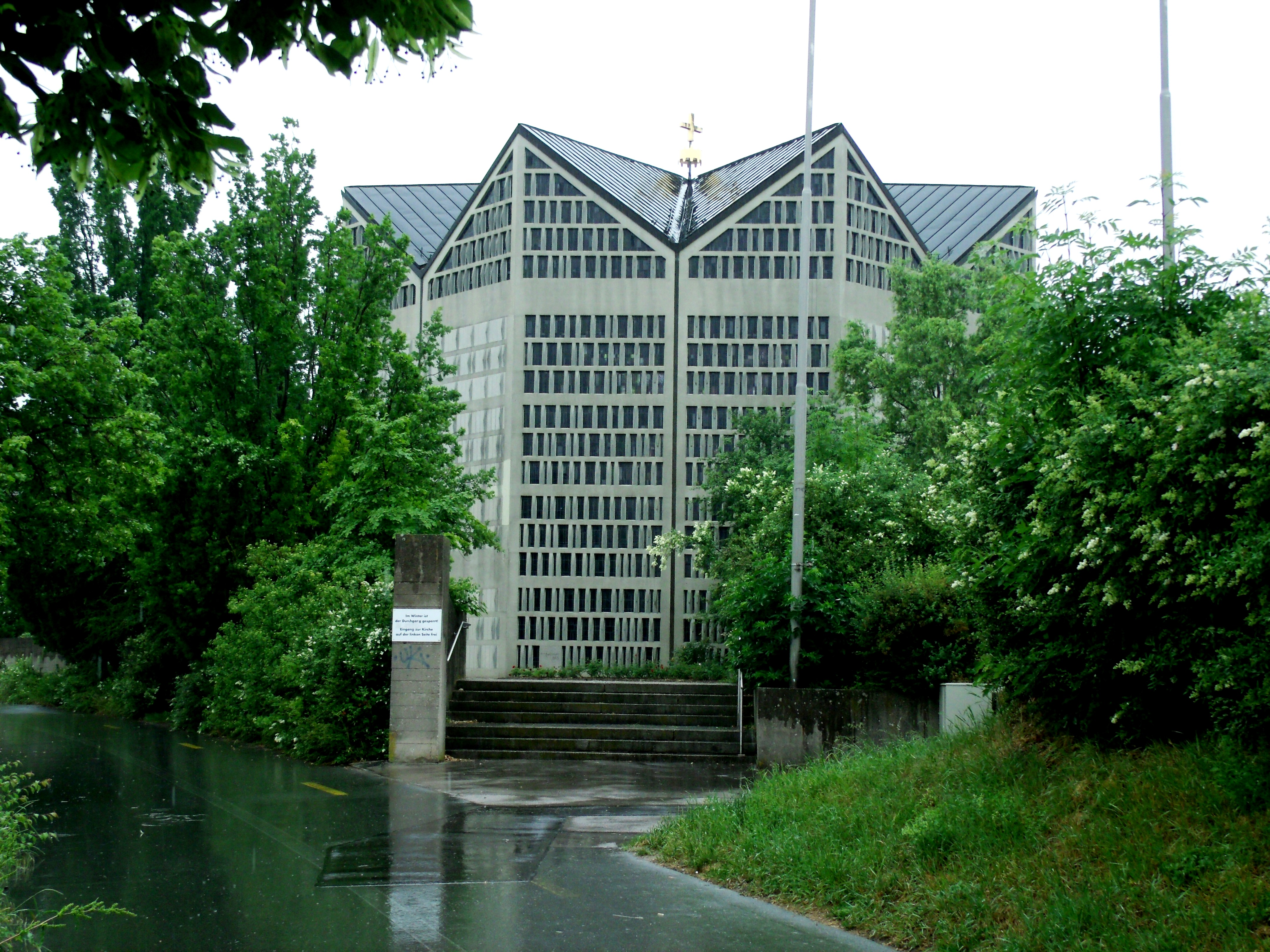
Die Kirche von Süden aus gesehen

Die Christ-König-Kirche ist eine römisch-katholische Pfarrkirche im mittelfränkischen Ansbach (Bayern). Die Pfarrei gehört zum Erzbistum Bamberg.

## Lage

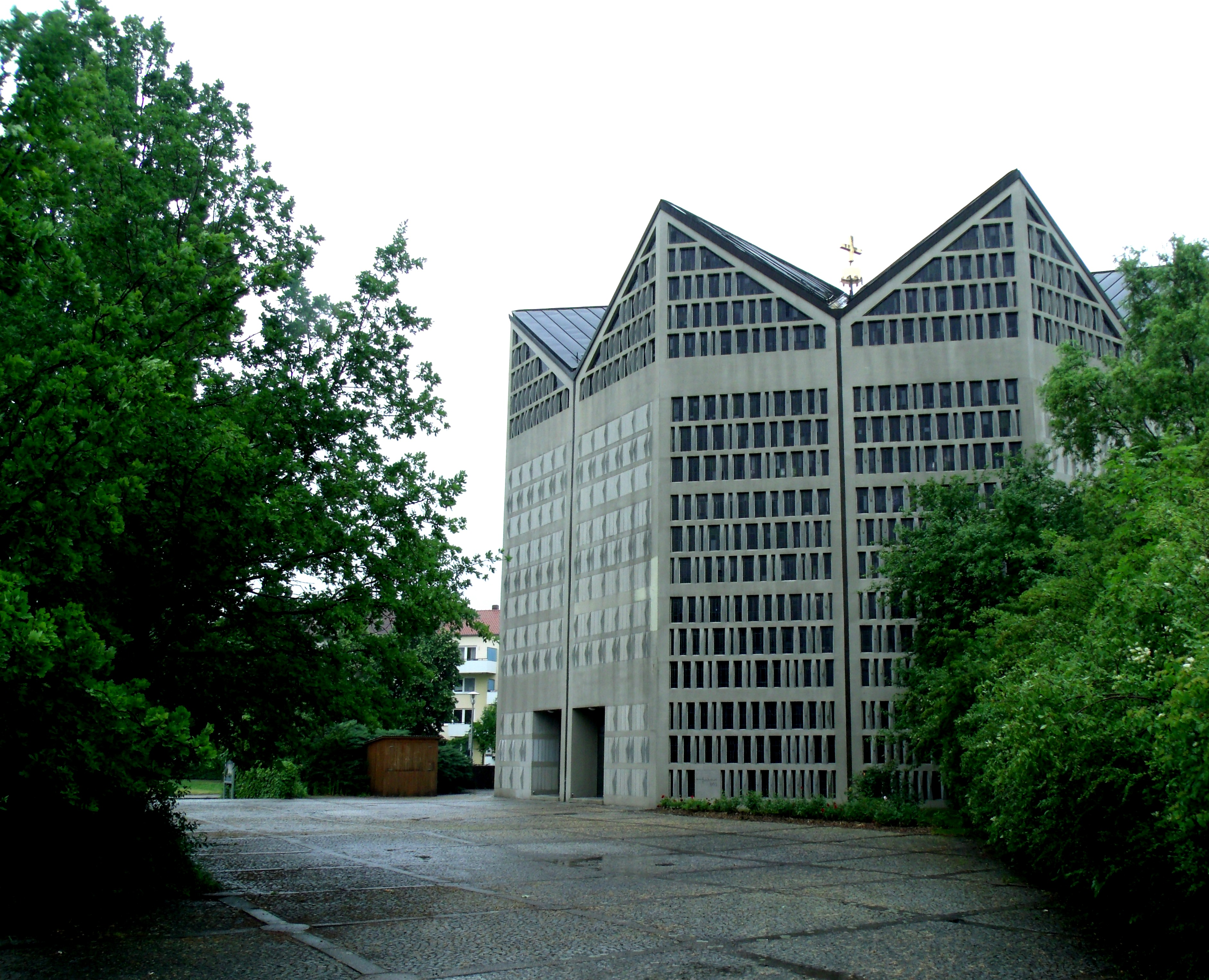
Blick zur Westseite mit dem Doppelportal

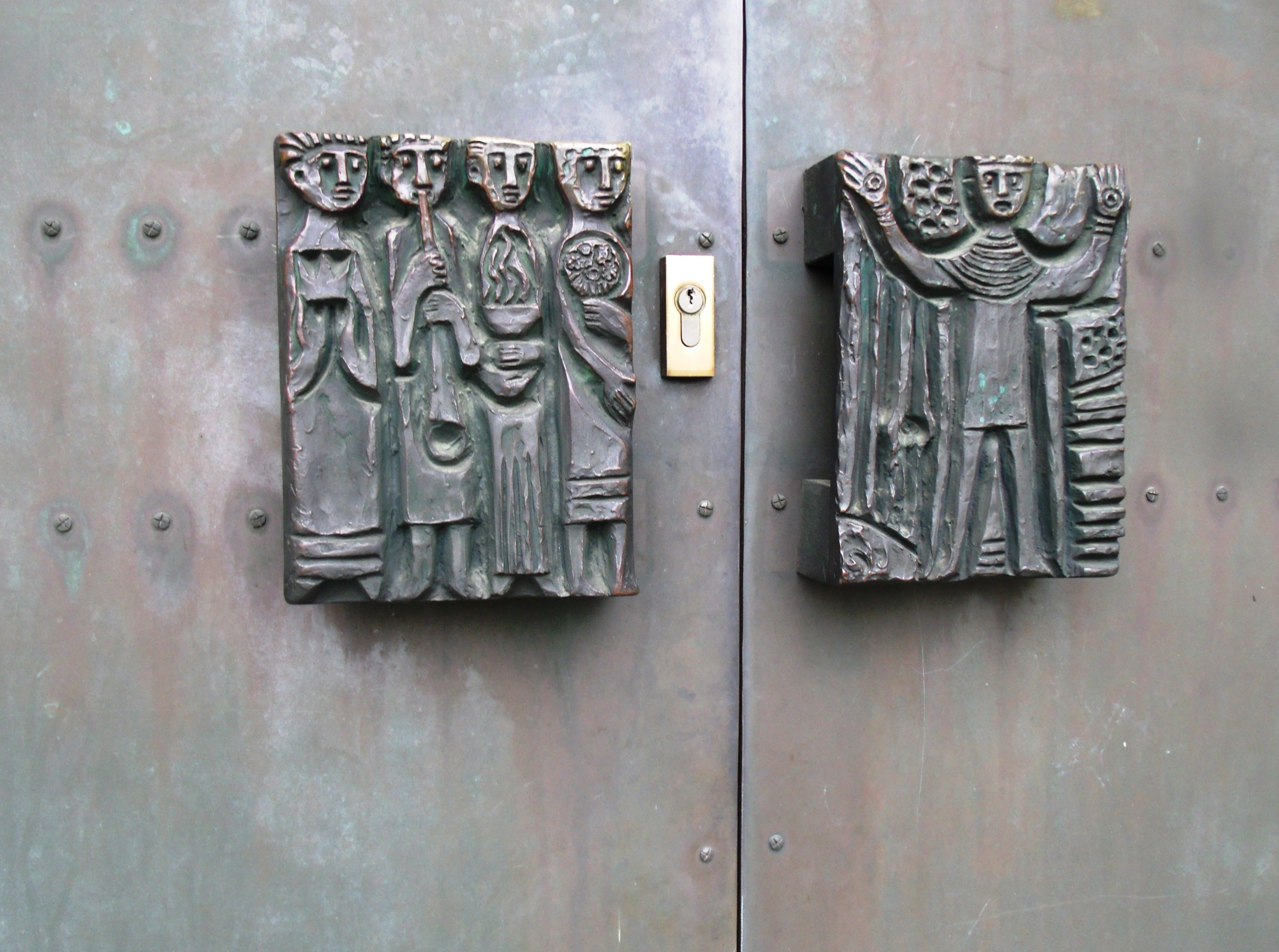
Bronze-Türgriffe am Portal

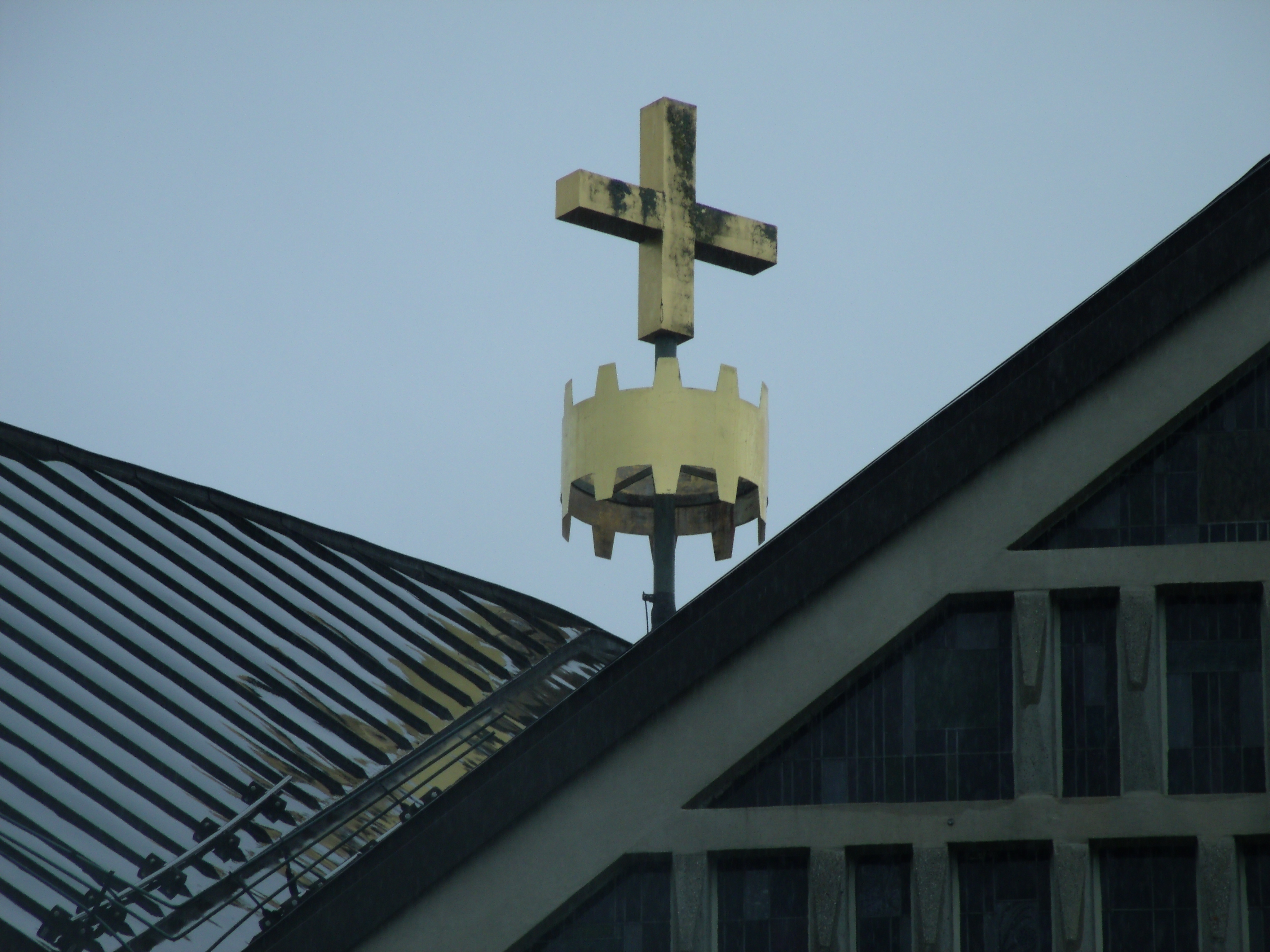
Das Kreuz auf dem Kirchendach

Die Kirche steht im sogenannten Rügländer Viertel am Josef-Fruth-Platz, der nach dem Doktor der Theologie, ehemaligen Pfarrer von St. Ludwig und Dekan Josef Fruth benannt ist. Dieser hatte den Bau der Christ-König-Kirche initiiert, verstarb jedoch im Jahr 1965 noch vor der Einweihung des Gebäudes. An das Kirchengrundstück schließt sich im Osten der ummauerte ehemalige israelitische Friedhof an.

## Geschichte
Als in den Jahren unmittelbar nach dem Zweiten Weltkrieg die Zahl der Katholiken der bis dahin einzigen katholischen Pfarrei St. Ludwig im ansonsten überwiegend evangelisch-lutherisch geprägten Ansbach durch den Zuzug von Flüchtlingen und Heimatvertriebenen aus dem Sudetenland und aus Schlesien stark anstieg, bot die Ludwigskirche von 1840 an der Karolinenstraße/Karlstraße mit ihren 1000 Plätzen für die Gläubigen des Pfarrsprengels, der auch Orte im Umkreis von Ansbach umfasste, nicht mehr genügend Raum. So entstand Ende der 1950er Jahre der Plan, im Ansbacher Neubaugebiet Rügländer Viertel eine Filialkirche zu errichten. Zwei zum Pfarrsprengel gehörende Orte hatten bereits einen eigenen Sakralraum erhalten: Lehrberg im Jahr 1949 und Meinhardswinden im Jahr 1951.
Nach einem Wettbewerb wurde 1961 der Nürnberger Architekt Peter Leonhardt (1924–2005) mit der Planung beauftragt. Im Oktober 1962 genehmigte die Stadt Ansbach die Pläne, und im Frühjahr 1963 wurde mit den Bauarbeiten begonnen. Die Grundsteinlegung erfolgte am 23. Juni 1963 durch den Bamberger Domkapitular und nachmaligen Bamberger Weihbischof Martin Wiesend; hierbei wurden die Grundmauern des Neubaus feierlich umschritten und gesegnet. Am 13. Juni 1965 nahm der Bamberger Erzbischof Josef Schneider die Konsekration der neuen Kirche vor. Auf den Bau eines Glockenturms wurde nach Einlassung der Erzdiözese aus finanziellen Gründen zunächst verzichtet; auch später wurde ein solcher nicht errichtet.
1965 bis 1967 erhielt die Filialgemeinde Christ-König auf ihrem 5000 Quadratmeter großen Kirchengrundstück ein Pfarrhaus mit Pfarrgarten, ein Pfarrheim und einen Kindergarten mit darüber liegenden Wohnungen für Mesner und Gemeindereferentin. 1968 wurde eine eigene Kirchenstiftung errichtet – dies war die Voraussetzung dafür, dass aus der Filialgemeinde am 1. Januar 1970 die selbständige Pfarrei „Christ König“ werden konnte.

## Beschreibung
Bei der Kirche handelt es sich um einen Zentralbau in der Form eines regelmäßigen Oktogons als Symbol einer Krone. Der Monumentalbau hat einen Durchmesser von 26 Metern und eine Höhe von 15,5 Metern (innen) bzw. 20 Metern (außen). Er besteht überwiegend aus den Baustoffen Beton und Glas. Senkrechte Betonrippen tragen die mit Glas ausgefachten vier Fensterwände; die dazwischen liegenden vier Betonrippen-Wände sind mit Formsteinen geschlossen. Jede der acht Seitenwände wird von zwei im rechten Winkel stehenden Dreiecksgiebeln aus Betonrippen und Glas abgeschlossen, die sich zur Mitte hin neigen; insgesamt symbolisiert diese Gestaltung wiederum die Königskrone Christi. Das goldene Kreuz in der Mitte des Faltdaches, das sich aus einer symbolischen goldenen Krone hervorhebt, hat eine Höhe von 2,5 Metern. Im Inneren sind die vier geschlossenen Wände und die Decke mit Holz verkleidet, um eine gute Akustik zu erzielen. Der Bau weist etwa 320 Sitz- und 470 Stehplätze auf. An der geschlossenen Westwand befindet sich ein Doppelportal; außerdem trägt diese Wand eine Empore mit der Orgel des Nürnberger Orgelbauers Franz Heinze (1931–2011) in der Form von acht Pfeifentürmen. An der geschlossenen Nordwand befindet sich ein Windfang mit dem Seiteneingang.

## Ausstattung
Die künstlerische Ausstattung stammt hauptsächlich vom Kölner Goldschmiedemeister Egino Weinert. Er entwarf die Fenstergemälde (Ausführung durch die Glaserei Selbach) und schuf die fünf Emaille-Bilder (Kreuzigungsszene, Mose, Melchisdek, Brotvermehrung und Abendmahl) auf dem großen Altarkreuz im Osten der Kirche sowie die bronzenen Türgriffe am Doppelportal der Westwand. Für circa 450 der rund 1650 unterschiedlich großen Fenster gestaltete er die Bildmotive, darunter bis zur Höhe des Daches etwa 200 figürliche Darstellungen aus dem Alten und Neuen Testament, unter anderem den Kreuzweg, aber auch Heiligendarstellungen. Von Weinert stammen auch der Tabernakel und der bilderreiche Osterleuchter aus Bronze vor der südöstlichen Glaswand, wo auch ein Taufstein des Künstlers Franz Hämmerle steht. Gegenüber, vor der Mittelrippe der nordwestlichen Glaswand, ist eine Madonna des Nürnberger Bildhauers Alois Rauchhuber positioniert. Der heutige Ambo im Nordwesten der Kirche gehört nicht zur ursprünglichen Ausstattung. In einer mit einer Emaille-Arbeit geschmückten Glasvitrine an der Südwand der Kirche wird das Totenbuch der Pfarrei gezeigt.
In der Südwand ist auf halber Höhe der mittigen Betonrippe ein Kruzifix aus dem 15. Jahrhundert angebracht.

## Sonstiges
„Der kristalline Baukörper hebt sich vorteilhaft von den umliegenden großen Längsblöcken des Wohnviertels ab.“ 2003 ließ die Stadt Ansbach die Christ-König-Kirche auf die Liste der geschützten Baudenkmäler setzen.

## Galerie

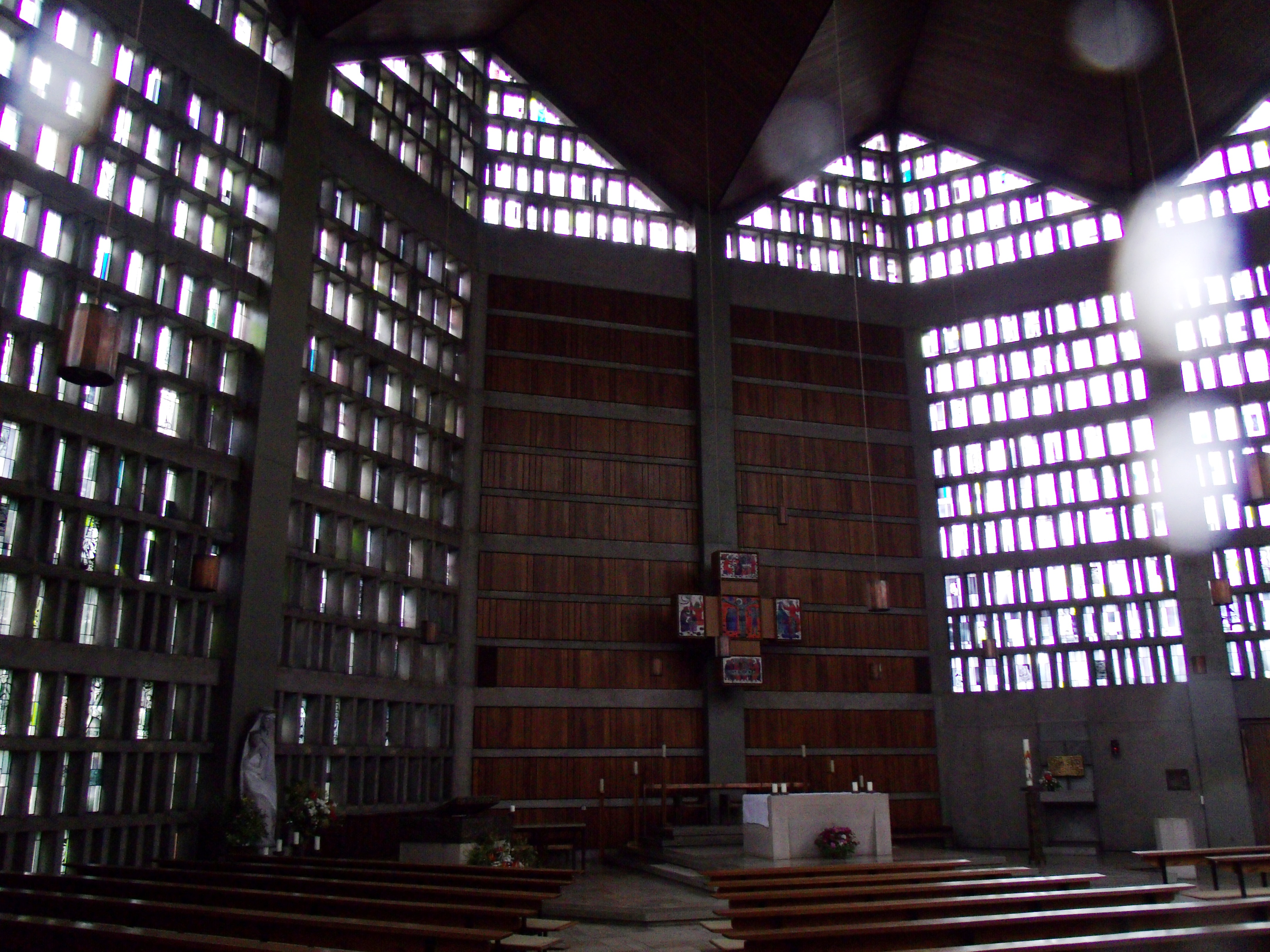
Innenraum
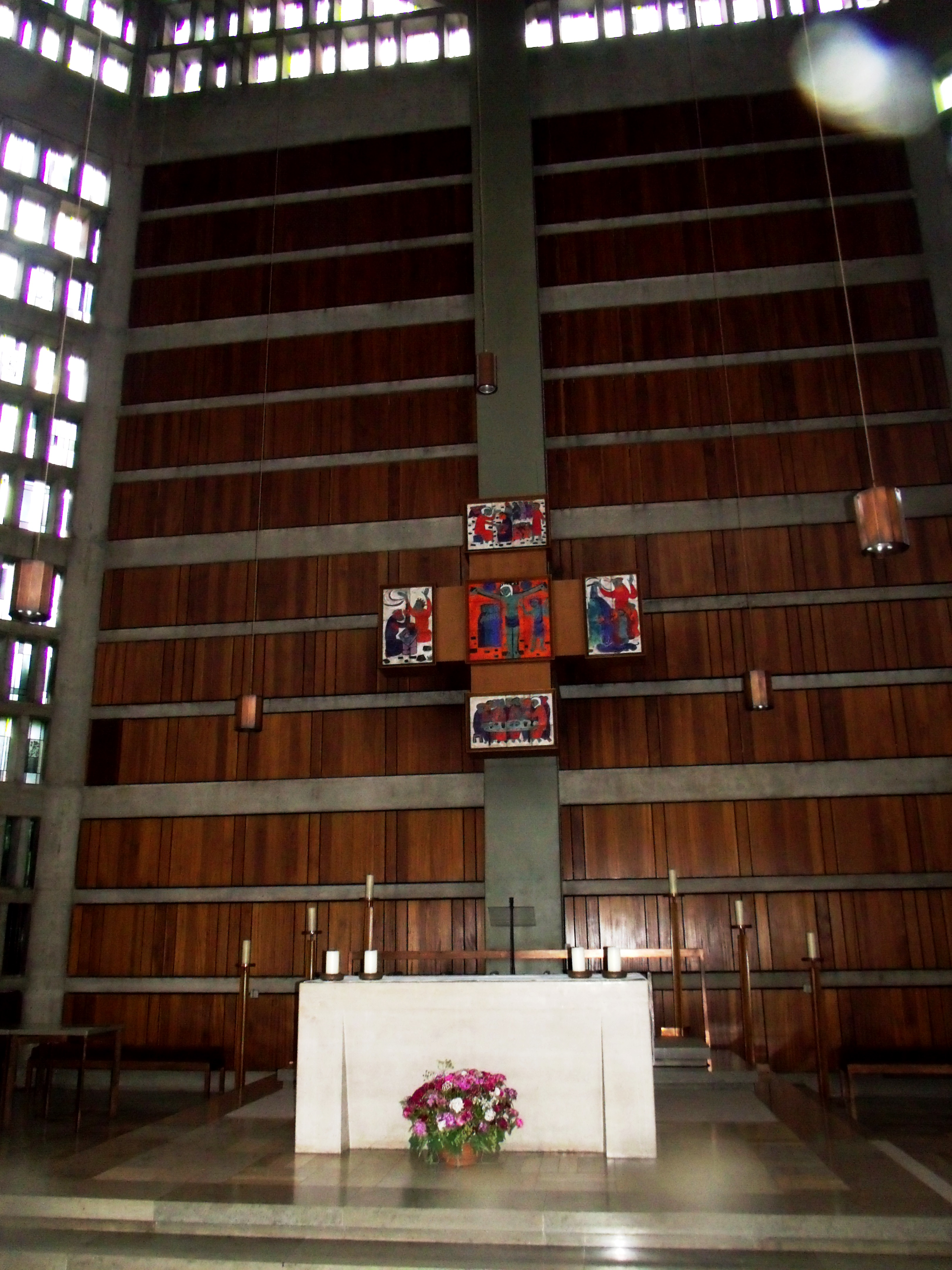
Altarwand
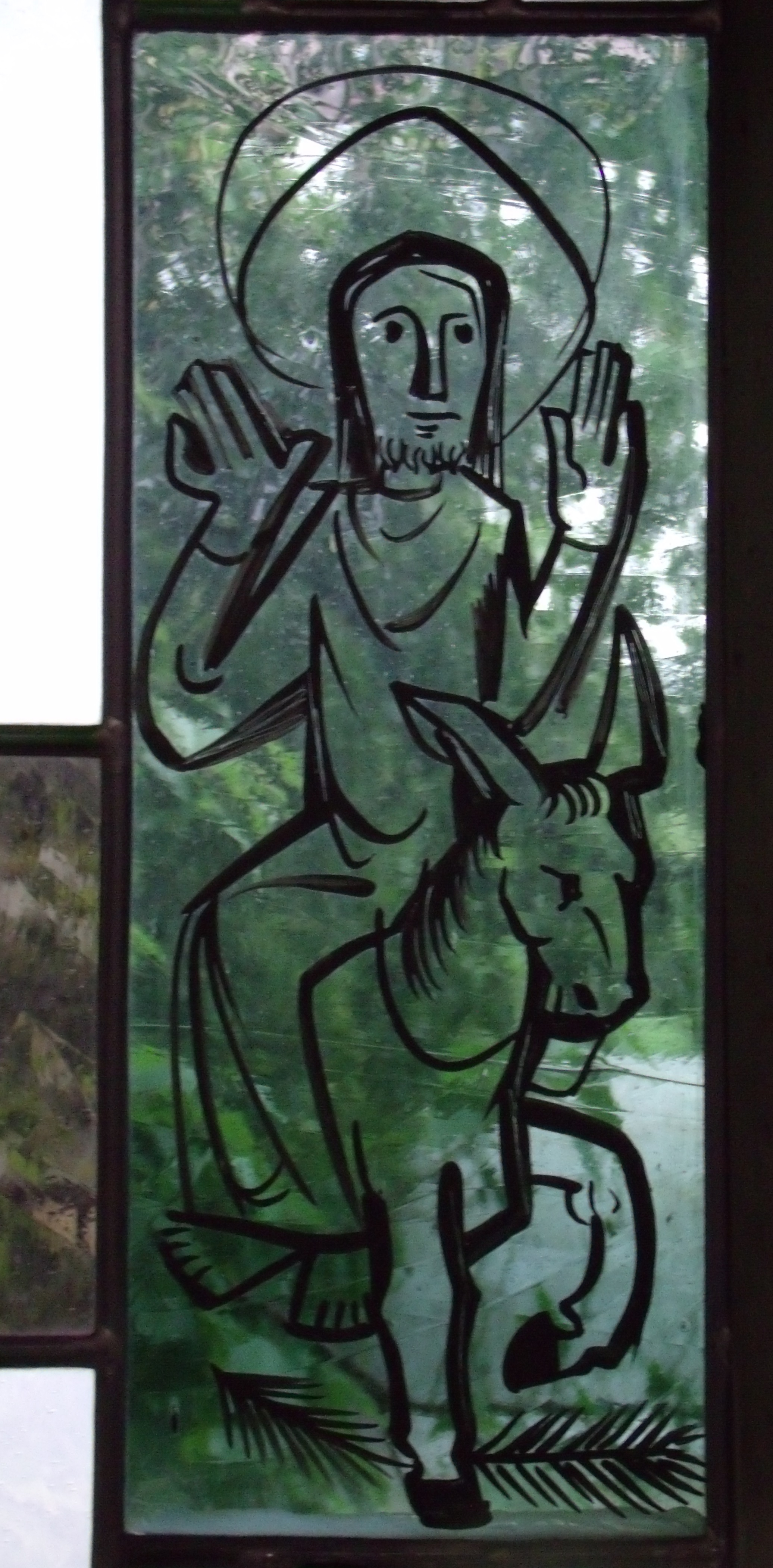
Glasgemälde: Jesus reitet in Jerusalem ein
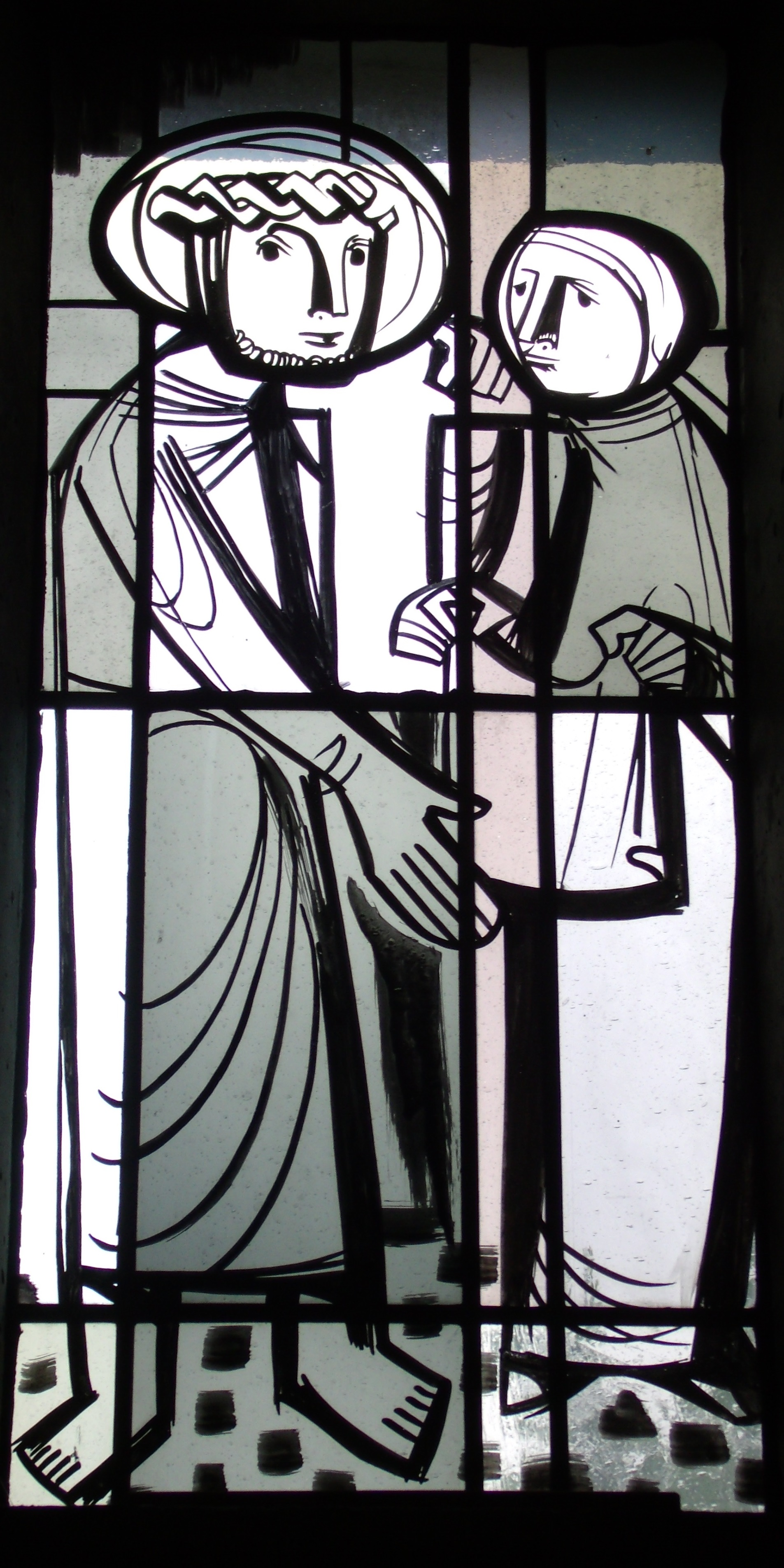
Kreuzwegstation: Veronika reicht Jesus das Schweißtuch